# Abeïbara
Abeïbara est une ville et une commune malienne, située dans le département de la Saharienne, chef-lieu cercle d'Abeïbara, dans la région de Kidal.

## Histoire
Abéïbara a été érigé en chef-lieu de cercle le 8 août 1991 et en commune rurale le 14 novembre 1996.
En juin 2024, les Forces armées maliennes et le Groupe Wagner mènent une opération dans les environs d'Abeïbara et massacrent au moins 60 à 70 civils touaregs.

## Géographie
Abeïbara est situé dans l'Adrar des Ifoghas, massif montagneux au nord-est du Mali.
Les sols sont sablonneux-argileux et limoneux par endroits.
La commune s’étend sur 7 500 km2. La population était de 3 256 habitants en 2007, essentiellement des Kel Tamasheq.
La faible pluviométrie (moyenne 50 mm par an) a contribué à la diminution des réserves de la nappe phréatique, ce qui a entraîné la disparition de plusieurs espèces herbacées et ligneuses. 
Plusieurs grands oueds se situent sur la commune, ainsi que quelques mares.
La faune a été victime de la sécheresse ainsi que du braconnage. On note la présence de gazelles, d’outardes, de chacals ainsi que plusieurs espèces de reptiles et de rongeurs.

## Économie
L’activité dominante est l’élevage. L’artisanat traditionnel est peu exercé.

## Équipement
Une école fondamentale a été construite en 1993. Elle accueille 58 élèves en 2007.
Un centre de santé communautaire (CSCOM) fonctionne sur la commune.

## Politique
| Année | Maire élu       | Parti politique |
| ----- | --------------- | --------------- |
| 2004  | Aghaly Ag Oumar | Adéma-Pasj      |
| 2009  | Aghaly Ag Oumar | Adéma-Pasj      |